# منتخب الكونغو تحت 20 سنة لكرة القدم
منتخب جمهورية الكونغو تحت 20 سنة لكرة القدم (بالفرنسية: Équipe du Congo des moins de 20 ans de football) هو ممثل جمهورية الكونغو الرسمي في المنافسات الدولية في كرة القدم في فئة كرة قدم تحت 20 سنة للرجال، يديريه اتحاد الكونغو لكرة القدم.